# Fritz Lentze
Fritz Lentze (* 2. Dezember 1861 in Hamm; † 10. Juli 1945 in Berlin) war ein deutscher Ministerialbeamter und Richter.

## Leben
Lentze studierte an der Kaiser-Wilhelms-Universität Rechtswissenschaft. Im Oktober 1881 trat er in Straßburg als Einjährig-Freiwilliger in das Infanterie-Regiment 47. Am 18. November 1881 renoncierte er beim Corps Rhenania Straßburg. Am 19. Mai 1882 recipiert und am 26. April 1883 inaktiviert, wechselte er an die Friedrich-Wilhelms-Universität zu Berlin. Er bestand 1884 das Referendarexamen und wurde am 15. Juli 1884 philistriert. Er wurde zum Dr. iur. promoviert, möglicherweise 1884 in Leipzig. Das Referendariat durchlief er in Soest und Dortmund. Am 28. Januar 1889 wurde er Preußischer Gerichtsassessor in Soest. Seit 1891 in der Rechtspflege des Reichslandes Elsaß-Lothringen, war er Amtsrichter in Pfalzburg und Forbach in Lothringen. 1898 kam er als Staatsanwalt nach Mülhausen im Elsass. Aus dem Infanterie-Regiment 47 wurde er 1903 als Hauptmann der Landwehr verabschiedet. Landsgerichtsrat war er in Mülhausen (1904) und in Straßburg (1906). Er wechselte in die Verwaltung des Reichslandes und wurde 1908 Regierungsrat im Reichsamt für Elsaß-Lothringen, Abteilung für Justiz und Kultus. Er wurde 1910 Geheimer Regierungsrat und 1913 Ministerialrat. Im Ersten Weltkrieg diente er von August 1914 bis Juni 1916 beim XV. Armee-Korps (Deutsches Kaiserreich). Zuletzt war er Kommandeur des 2. Ersatz-Bataillons vom Landwehr-Infanterie-Regiment Nr. 99. Nach dem Waffenstillstand von Compiègne (1918) musste er wie die meisten deutschen Beamten und Hochschullehrer Elsaß-Lothringen verlassen. Nach zwei Jahren als Referent im Reichsministerium des Innern in Berlin wurde er 1921 Senatspräsident am Reichswirtschaftsgericht.